# Rogienice Włościańskie
Rogienice Włościańskie – wieś wymieniona w spisie powszechnym z 1921. Na podstawie tego spisu znalazła się w Skorowidzu miejscowości Rzeczypospolitej Polskiej, w którym napisano: znajdująca się przy drodze z Łomży do Kolna, odległa od Łomży (najbliższa stacja kolejowa) o 12 km (ówcześnie w powiecie Łomża, w gminie Rogienice), znajdująca się we właściwościach sądu grodzkiego w Stawiskach, przynależna do parafii rzymskokatolickiej w Małym Płocku (najbliższy urząd pocztowy), liczyła 315 mieszkańców narodowości polskiej, w tym 24 wyznania żydowskiego.
Miejscowość nie występuje w Słowniku geograficznym Królestwa Polskiego w opisie gminy Rogienice, wśród wsi szlacheckich wymieniono: Rogienice Wypychy i Rogienice Piaseczne, a wśród wsi włościańskich Rogienice Wielkie. Nie ma w tym wykazie Rogienic Włościańskich. Nie występuje na mapie topograficznej rosyjskiej z 1915 r., 202. Gehsen (Jeże)-Kolno wydanej przez Instytut Wojskowo-Geograficznny w Warszawie w 1921 r., Łomża. Herausgegeben von der Kartogr Abteilung der Kgl.Preuk Landesaufnahme 1899., Kolno. Wojskowy Instytut geograficzny Warszawa 1930.